# Хорольський агропромисловий коледж
Хорольський агропромисловий коледж Полтавської державної аграрної академії — навчальний заклад I рівня акредитації, відокремлений підрозділ Полтавської державної аграрної академії у м. Хорол, заснований 1 січня 1930 року, як Хорольський технікум механізації сільського господарства. Набір у рік заснування за спеціальністю «Механізація сільського господарства» склав 50 осіб, за роки існування 1930—1941 рр. технікум провів 10 випусків техніків-механіків, 3 випуски техніків-будівельників, було підготовлено понад одну тисячу механізаторів різного профілю. Наразі підготовка проводиться за такими спеціальностями як електротехніка, електромеханіка, сільське господарство, лісництво, транспорт, машинобудування, логістика.